# Robert Ginty
Ne doit pas être confondu avec Robert Genty.
Robert Ginty est un acteur, réalisateur, producteur et scénariste américain, né le 14 novembre 1948 à New York et mort d'un cancer le 21 septembre 2009 à Los Angeles.

## Biographie
Révélé par la série Les Têtes brûlées, dont il tient l'un des rôles principaux, il tourne ensuite dans les années 1980 de nombreux films d'action, dont le film culte Le Droit de tuer. Il a également été l'acteur principal de la série télévisée La Fièvre de Hawaï. À partir du début des années 1990, il raréfie ses apparitions à l'écran et travaille principalement comme réalisateur de télévision ; il tient son dernier rôle en 1999.
Il a divorcé à deux reprises. Son fils, James Ginty (né le 4 décembre 1980) est lui aussi acteur ; James Ginty est apparu dans le film : K-19 : Le Piège des profondeurs, au côté de Harrison Ford.

## Filmographie

### Acteur

#### Cinéma
- 1978 : Retour (Coming Home) : Sgt. Dink Mobley
- 1980 : Le Droit de tuer (The Exterminator) : John Eastland
- 1983 : Le Baroudeur (Gold raiders) : Marc Banner
- 1983 : Le Chevalier du monde perdu (Giustiziere della terra perduta) : Le Chevalier
- 1984 : Exterminator 2 : John Eastland
- 1984 : Scarab (inédit en France) : Murphy
- 1984 : The Act (inédit en France) : Don Tucker
- 1985 : Vivre pour survivre : Mike Bo Donnelly
- 1986 : L'Alchimiste (en) (The Alchemist) : Aaron McCallum
- 1987 : Programmed to Kill : Eric Mathews
- 1987 : La Mission : Cooper (Dans la VF Robert Ginty y est doublé par Yves Rénier)
- 1987 : Maniac Killer : Gondrand
- 1987 : Manières fortes (Three kinds of heat) : Cooper
- 1987 : Code Name Vengeance (inédit en France) : Monroe Bieler
- 1989 : The Bounty Hunter : Duke Evans
- 1989 : Loverboy : Joe Bodek
- 1989 : Liberté provisoire (Out on bail) : John Dee
- 1990 : Faites comme chez vous (Madhouse) : Dale
- 1990 : Poudre jaune (Vietnam Texas) : Thomas McCain
- 1990 : Obiettivo poliziotto : Farley Wood
- 1990 : Séisme (The Big One: The Great Los Angeles Earthquake) : Warren Cates (TV)
- 1991 : Harley Davidson et l'homme aux santiags ( Harley Davidson and the Marlboro Man ) : Thom
- 1992 : Lady Kickboxer (Lady Dragon) : Gibson
- 1999 : Jeu mortel (Prophet's Game) : Brent Moore

#### Télévision
- 1974 : 200 dollars plus les frais (saison 1 épisode : La Chasse au trésor)
- 1976-1978 : Les Têtes brûlées (saison 1 : Lt. T.J. Wiley
- 1980 : Arnold et Willy (saison 3 - 2 épisodes = Un drôle d'anniversaire 1+2)
- 1980 : CHiPs (saison 4 épisodes : La nausée)
- 1980-1982 : Quincy (2 épisodes (saison 6+8 titre inconnus))
- 1981 : La croisière s'amuse (saison 4 épisode : L'habit ne fait pas la fille)
- 1983 : Simon et Simon (saison 2 - 3 épisode = Les Bienfaits du sport / Un gros poisson / Un simple jeu)
- 1983 : K2000 (saison 1 épisode : Trafic)
- 1984 : La Fièvre d'Hawaï (saison complète)
- 1989-90 : Falcon Crest (dans l'intégrale de la saison 9)
- 1990 : Matlock (saison 5 épisode : Scandale au bureau des narcotiques)
- 1991 : Arabesque (saison 7 épisode : Contravention Fatale)
- 1995-97 : Un privé à Malibu - 2 épisodes (saison 1 : L'Amour au téléphone / saison 2 : Sous l'emprise du mal)

### Réalisateur

#### Cinéma
- 1989 : The Bounty Hunter
- 1990 : Poudre jaune (Vietnam Texas)
- 1993 : Désir de femme (Woman of Desire)

#### Télévision
- 1988 : China Beach (? épisodes)
- 1990 : Dream On (? épisode)
- 1994 : Evening Shade (1 épisode)
- 1995 : Les Monstres (Here Come the Munsters) (téléfilm)
- 1995 : Xena, la guerrière (? épisode)
- 1996 : Nash Bridges (1 épisode)
- 1996 : Early Edition (? épisode)
- 1996-97 : Loïs et Clark : Les Nouvelles Aventures de Superman (4 épisodes)
- 1997 : Honey, I Shrunk the Kids : The TV Show (2 épisodes)
- 1998 : Charmed (1 épisode)
- 2000 : 2gether : The Series (4 épisodes)
- 2002 : Tracker (2 épisodes)